# (1217) Maximiliana
(1217) Maximiliana es un asteroide que forma parte del cinturón de asteroides y fue descubierto por Eugène Joseph Delporte el 13 de marzo de 1932 desde el Real Observatorio de Bélgica, Uccle.

## Designación y nombre
Maximiliana se designó al principio como 1932 EC.
Posteriormente fue nombrado en honor del astrónomo alemán Maximilian Franz Wolf (1863-1932), descubridor de cientos de asteroides.

## Características orbitales
Maximiliana está situado a una distancia media de 2,353 ua del Sol, pudiendo acercarse hasta 1,991 ua. Tiene una excentricidad de 0,1541 y una inclinación orbital de 5,153°. Emplea en completar una órbita alrededor del Sol 1319 días.